# Niccolò Campani
Niccolò Campani o Campana   detto Strascino (Siena, 1478 – Roma, 1523) è stato un poeta italiano.

## Biografia
Uomo di carattere faceto, improvvisatore di versi estrosi e lepidi, visse alle corti di Papa Leone X  e dei Gonzaga, dei quali godette il favore.
Come rimatore era abbastanza burlesco e compose rime, ottave e tre farse in versi: Strascino da cui deriva il nomignolo, Coltellino e Magrino.